# Nikołaj Pienzin
Nikołaj Aleksandrowicz Pienzin (ros. Николай Александрович Пензин, ur. 20 września 1950) – kazachski lekkoatleta, długodystansowiec, medalista mistrzostw Europy w 1978. W czasie swojej kariery reprezentował Związek Radziecki.
Specjalizował się w biegu maratońskim Zdobył w nim srebrny medal na mistrzostwach Europy w 1978 w Pradze przegrywając tylko ze swym kolegą z reprezentacji Związku Radzieckiego Leonidem Mosiejewem, a wyprzedzając Karela Lismonta z Belgii.
Był wicemistrzem ZSRR w maratonie w 1975, 1977 i 1978.
Rekordy życiowe Pienzina:
- bieg maratoński – 2:11:59 (3 września 1978, Praga)
- bieg godzinny – 20 040 m (15 sierpnia 1977, Moskwa)